# Allayan
Allayan (persiska: الهیان, Elahīān, Allāhīān, Eláhīān) är en ort i Iran.   Den ligger i provinsen Khorasan, i den nordöstra delen av landet, 700 km öster om huvudstaden Teheran. Allayan ligger 1 610 meter över havet och antalet invånare är 758.
Terrängen runt Allayan är huvudsakligen kuperad. Allayan ligger nere i en dal. Runt Allayan är det ganska glesbefolkat, med 38 invånare per kvadratkilometer. Allayan är det största samhället i trakten. Trakten runt Allayan består i huvudsak av gräsmarker.